# Defending Our Lives
Defending Our Lives é um filme-documentário em curta-metragem estadunidense de 1993 dirigido e escrito por Margaret Lazarus e Renner Wunderlich. Venceu o Oscar de melhor documentário de curta-metragem na edição de 1994.